# Wouldn't Change a Thing
Wouldn't Change a Thing a fost al doilea single de pe al doilea album al lui Kylie Minogue, intitulat Enjoy Yourself. A fost lansat pe 24 iulie 1989.
În Marea Britanie, fața B a fost It's No Secret, care a fost lansat ca față A în Statele Unite, Canada și Japonia. Inițial trebuia să fie al cincilea single de pe albumul de debut, Kylie, dar a fost anulat datorită lansării melodiei Hand on Your Heart.